# Глухая крапива
Глуха́я крапи́ва (аналогично: англ. Dead-nettle) — народное обиходное название большого числа растений, внешне напоминающих крапиву, однако не имеющих стрекающих клеток и, как следствие, не жгущихся при прикосновении. Чаще всего глухой крапивой (или белой глухой крапивой) называют яснотку белую, а также другие травянистые растения из семейства Яснотковые (Lamiaceae). Однако изредка встречаются и растения из других семейств, также называемые «глухими крапивами».
В художественной литературе, публицистике и других научно нестрогих текстах это устойчивое словосочетание по контаминации или из речевой памяти автора иногда может означать сокращённую фразу «глухие заросли крапивы», и всё-таки иметь отношение не к яснотке или другим нежгущимся растениям, а напротив, к плотным «непроходимым» зарослям крапивы настоящей.

## Основные таксоны
- Глухая крапива (лат. Lamium)[2] — распространённое народное и литературное название разных растений из семейства Губоцветные (лат. Lamiaceae, Labiatae), главным образом, из рода Яснотка[1] (Lamium).[3]
- Глухая крапива, иногда белая глухая крапива[4] (лат. Lamium album) — широко принятое обиходное и разговорное название яснотки белой,[1] распространённого сорного и лекарственного растения с белыми цветами и мягкими бархатистыми листьями, похожими на крапивные.[5]
- Глухая крапива, шандра или красная крапива (лат. Lamium purpureum) — иногда употребимое народное название яснотки пурпурной,[1] известного сорного и лекарственного растения с фиолетовыми или пурпурными цветами.
- Глухая крапива или крапчатая (лат. Lamium maculatum)[6] — нередко встречающееся народное название яснотки пятнистой,[1] распространённого сорного, а также декоративного садового растения с розовыми до фиолетовых цветами с пятнистой губой.
- Глухая крапива (лат. Lamium amplexicaule) — реже встречающееся народное название яснотки стеблеобъемлющей,[1] распространённого по всему миру опасного инвазивного растения с сиреневыми цветами на верхушке стебля.
- Глухая крапива (лат. Lamium galeobdolon)[7] — обиходное народное название зеленчука обыкновенного (или яснотки зеленчуковой),[8] многолетнего травянистого растения с жёлтыми цветками.
- Глухая крапива (лат. Leonurus cardiaca)[9] — общепринятое народное название пустырника сердечного,[10] широко известного лекарственного растения.
- Глухая крапива (лат. Ballota nigra)[11] — одно из народных названий белокудренника чёрного,[12] распространённого полевого и сорного растения.
- Глухая крапива или жабья трава (лат. Phlomis tuberosa)[13] — местное диалектное название зопника клубненосного, степного травянистого растения, также относящегося к семейству яснотковые.
- Глухая крапива или жабник (лат. Stachys sylvatica)[14] — одно из местных диалектных названий чистеца лесного, многолетнего травянистого растения, растущего в тенистых лесах, среди кустарников и на высокотравных лугах.
- Глухая крапива  или бадылёк (лат. Galeopsis tetrahit)[15] — одно из народных названий пикульника обыкновенного, травянистого сорного растения, часто встречающегося по огородам и пустырям.
- Глухая крапива (лат. Betonica officinalis)[16] — одно из народных названий буквицы лекарственной, красивоцветущего садового и лекарственного растения, распространённого по всей Европе.
- Глухая крапива (лат. Amaranthus retroflexus)[17] — одно из региональных народных названий щирицы обыкновенной, однолетнего травянистого растения из семейства амарантовые, широко распространённого быстрорастущего сорняка.
- Глухая крапива (лат. Althaea officinalis)[18] — одно из местных диалектных названий алтея лекарственного,[19] многолетнего травянистого растения из семейства мальвовые, широко культивируемого лекарственного растения.
- Глухая крапива (лат. Eupatorium cannabinum)[20] — одно из региональных названий посконника коноплёвого,[21] многолетнего травянистого растения из семейства астровые.

## Галерея глухой крапивы
- Яснотка белая 
(Lamium album)
- Яснотка пурпурная 
(Lamium purpureum)
- Яснотка пятнистая 
(Lamium maculatum)
- Яснотка стеблеобъемлющая 
(Lamium amplexicaule)
- Яснотка зеленчуковая 
(Lamium galeobdolon)
- Пустырник сердечный 
(Leonurus cardiaca)
- Белокудренник чёрный 
(Ballota nigra)
- Зопник клубненосный 
(Phlomis tuberosa)
- Чистец лесной 
(Stachys sylvatica)
- Пикульник обыкновенный 
(Galeopsis tetrahit)
- Буквица лекарственная 
(Betonica officinalis)
- Щирица обыкновенная 
(Amaranthus retroflexus)
- Алтей лекарственный 
(Althaea officinalis)
- Посконник коноплёвый 
(Eupatorium cannabinum)